# Dirhinus loriae
Dirhinus loriae is een vliesvleugelig insect uit de familie bronswespen (Chalcididae). De wetenschappelijke naam is voor het eerst geldig gepubliceerd in 1947 door Masi.